# Microstylum mydas
Microstylum mydas är en tvåvingeart som beskrevs av Engel 1932. Microstylum mydas ingår i släktet Microstylum och familjen rovflugor. Inga underarter finns listade i Catalogue of Life.